# Фостер, Стив
Стивен «Стив» Брайан Фостер (англ. Stephen "Steve" Brian Foster; род. 24 сентября 1957, Портсмут, Англия) — английский футболист, игравший на позиции защитника. Выступал, за такие клубы как «Брайтон энд Хоув», с которым стал финалистом кубка Англии, и «Лутон Таун», с которым выигрывал кубок Футбольной лиги. Также сыграл несколько матчей за национальную сборную Англии.

## Футбольная карьера

### Клубная карьера
В профессиональном футболе дебютировал в 1975 году выступлениями за «Портсмут», который выступал в третьем дивизионе. В 1978 году клуб вылетел в четвертый дивизион, однако Фостер продолжил выступления за клуб. Всего провел за клуб из родного города четыре сезона, приняв участие в 109 матчах чемпионата. Большинство времени, проведенного в составе «Портсмута», был основным игроком защиты команды.
Летом 1979 года перешёл в «Брайтон энд Хоув», игравшем в элитном дивизионе, где сразу стал основным защитником. В 1983 году команда вышла в финал Кубка Англии, где Брайтон проиграл «Манчестер Юнайтед». В том же году «чайки» вылетели во второй дивизион, но Стив провел в команде ещё полгода.
В начале 1984 года перешёл в «Астон Виллу», в котором играл на протяжении всего года, после чего перешёл в «Лутон Таун», который также выступал в «элите». В «Лутоне» Стив стал лидером в центре обороны и был капитаном клуба в сезоне 1987/88, в котором «Шляпники» выиграли первый в своей истории Кубок Футбольной лиги.
В течение 1989-1992 годов выступал за «Оксфорд Юнайтед», игравшем во втором дивизионе. Завершил профессиональную игровую карьеру в клубе «Брайтон энд Хоув», в составе которого выступал ранее. Но на тот момент «чайки» находились уже в Третьем дивизионе. Вторично Фостер пришёл в команду летом 1992 года и защищал её цвета до прекращения выступлений на профессиональном уровне в 1996 году.

### За сборную
23 февраля 1982 года дебютировал в официальных матчах в составе сборной Англии в товарищеском матче против сборной Северной Ирландии, а 25 мая провел свой второй матч - товарищескую игру со сборной Нидерландов на «Уэмбли», которая завершилась победой англичан со счетом 2:0.
В том же году был включен в заявку сборной на чемпионат мира 1982 года в Испании, где сыграл лишь в одном матче против сборной Кувейта.
После окончания мундиаля новым тренером англичан назначили Бобби Робсона, который больше ни разу не привлек Стива к играм сборной.